# Šoku Nihongi
Šoku Nihongi (続日本紀) je japonski zgodovinski tekst, spisan po cesarskem naročilu. Dokončan je bil leta 797 in je drugi od šestih japonskih zgodovinskih kronik takoj za Nihon Šokijem in pred Nihon Kokijem. Glavna urednika sta bila Fudživara no Cugutada in Sugano no Mamiči. Je najpomembnejši primarni zgodovinski vir informacij za obdobje Nara.
Delo zajema 95-letno obdobje od začetka vladavine cesarja Monmuja v letu 697 do 10. leta vladavine cesarja Kanmuja v letu 791 (obdobje 9 cesarskih vladavin). Dokončali so ga leta 797.
Besedilo je dolgo 40 zvezkov, napisano v japonski obliki klasične kitajščine kanbun, kar je bilo v tistem času uradno in pogosto. Veliko število "senmjojev" (宣命 "cesarskih odredb") je zapisanih v pisavi "senmjo-gaki", ki ohranja členke in fonografske končnice glagolov.